# 五島慎
五島 慎（ごとう しん、1970年5月24日 - ）は、日本の男性声優。福岡県出身。オフィス薫所属。旧芸名は後藤 史彦（ごとう ふみひこ）。

## 略歴
勝田声優学院第10期、オフィス薫附属声優養成所第2期卒業。

## 人物
身長165cm、体重80kg。
趣味は麻雀、カラオケ、文芸、パソコン。
音域はハイバリトン。

## 出演

### テレビアニメ
1998年
- 聖ルミナス女学院（アグス・モグヨノ）
- DTエイトロン（ボブソン、DTウルフ1）
- Bビーダマン爆外伝（じょしゅボン）
- 魔術士オーフェン（御者）

2001年
- 神鵰侠侶 コンドルヒーロー（鹿清篤、五醜）

2002年
- ちびまる子ちゃん（2002年 - 2003年、あやしい男、歯医者さん、夜店のおじさん、獣医さん、飼い主）
- ガンフロンティア（クイヨール、ポカ 他）
- 機動戦士ガンダムSEED（ティリング）
- 神世紀伝マーズ（司令官）
- 炎の蜃気楼（側近）

2003年
- ブラック・ジャック（2003年 - 2006年、院長、医師C、審査員、教師、テレビアナウンサー 他）
- プラネテス（トモルド、新入社員、友人B、キャスター、オペレーター）

2004年
- 美鳥の日々（数学教師、店員、客C）
- 名探偵コナン（2004年 - 2023年、田村雅生、有田哲平学級委員長、岩隈猛也、竹田繁、後藤正司、冬木隆三郎、大江原悟 他）

2005年
- AIR（ニワトリ売り）
- エンジェル・ハート（警備頭）
- クレヨンしんちゃん（2005年 - 2022年、町内会のおじさん、ナイスカメ、酔っ払った男性、仙居おちる、ノボセール 他）
- ドラえもん（テレビ朝日版第2期）（2005年 - 2024年、バルテス兵、記者、おじさん、砂漠の遭難者、焼きいも屋さん 他）
- 忍たま乱太郎（2005年 - 2025年、大家さん、山賊、侍、スカウトマン、町人 他）

2006年
- あたしンち（2006年 - 2009年、お笑いA、店長、先生、竿竹屋さん、氷屋さん、老人 他）
- 史上最強の弟子ケンイチ（2006年 - 2007年、不良、ロキの部下、アンディ、ラグナレクの男、デブロキ 他）
- ブラック・ジャック21（ハンター）
- 焼跡の、お菓子の木（男）

2008年
- GUNSLINGER GIRL -IL TEATRINO-（イタリア首相）

2009年
- 青い瞳の女の子のお話（憲兵）
- ご姉弟物語（2009年 - 2010年、じいさんB、常連客、マスター）

2011年
- スティッチ! 〜ずっと最高のトモダチ〜（泥棒A）

2014年
- となりの関くん（国語の先生）

### 劇場アニメ
1998年
- スプリガン（トルコエージェントC）

2006年
- クレヨンしんちゃん 伝説を呼ぶ 踊れ!アミーゴ!（バーのホステス）
- 映画ドラえもん のび太の恐竜2006（ダイバーA）

2007年
- クレヨンしんちゃん 嵐を呼ぶ 歌うケツだけ爆弾!（隊員C）
- 映画ドラえもん のび太の新魔界大冒険 〜7人の魔法使い〜（使い魔A）

2008年
- 映画ドラえもん のび太と緑の巨人伝（兵）

2009年
- 映画ドラえもん 新・のび太の宇宙開拓史（警察官）

2012年
- クレヨンしんちゃん 嵐を呼ぶ!オラと宇宙のプリンセス（護衛）

2018年
- クレヨンしんちゃん 爆盛!カンフーボーイズ〜拉麺大乱〜（パジャマの男）

2019年
- クレヨンしんちゃん 新婚旅行ハリケーン 〜失われたひろし〜（仮面族）

### OVA
- 戦闘妖精雪風（2002年、オペレーター）
- 機動戦士ガンダムSEED ASTRAY（2003年、買い手）
- アンパンマンとはじめよう! わかるかな いろ・かたち（2006年、ピラミッドの壁）
- アンパンマンとはじめよう! ひらがなであそぼう（2006年、タコ）
- 名探偵コナン 消えたダイヤを追え! コナン・平次vsキッド!（2006年、精肉店の男）

### ゲーム
- 7BLADES（2000年、シムカ・カザベーラ）
- テイルズ オブ ジ アビス（2005年、老マクガヴァン、アスター、エンゲーブのリンゴ売り等）
- テイルズ オブ ファンタジア -フルボイスエディション-（2006年、マクスウェル）
- テイルズ オブ シンフォニア -ラタトスクの騎士-（2008年、ヴァンガード兵）
- テイルズ オブ ファンタジア なりきりダンジョンX（2010年、マクスウェル）
- The Elder Scrolls Online（2014年）

### ドラマCD
- 勇者王ガオガイガー スペシャルドラマ4 〜ID5は永遠に…〜（居酒屋の客B）

### 吹き替え

#### 映画
- アタック・ナンバーハーフ（エイプリル〈プロマシット・シッティジャムロゥンクン〉）
- アルマゲドン（マックス・レンナート〈ケン・キャンベル〉）※ソフト版
- ザ・ビーチ ※日本テレビ版
- 詩人の大冒険（武状元）
- ジャッカル ※ソフト版
- 知らなすぎた男（SWATリーダー〈バーナビー・ケイ〉）
- スピード2 ※ソフト版
- ノートルダム
- ファングルフ/月と心臓
- フェイス/オフ（カール）
- プラトーン（ガードナー）
- ムースポート（ケント〈フィリップ・ウィリアムス〉）※機内上映版
- ラスト・ヒーロー・イン・チャイナ（フー）
- 乱気流/タービュランス ※ソフト版

#### テレビドラマ
- ザ・ソプラノズ 哀愁のマフィア（ジョージー）

#### アニメ
- ロケット・パワー（ティット）

### テレビ番組
- こちら とちぎ調査隊!（室長の声）